# The Marvelettes
The Marvelettes foi um grupo vocal feminino norte-americano formado na década de 1960.

## História
As Marvelettes foram o primeiro grupo vocal feminino da Motown a fazer sucesso. Durante oito anos, as Marvelettes emplacaram 19 canções no Top 40 de R&B e dez no Top 10 Pop norte-americanos. Destes, o mais famoso é "Please Mr. Postman", que atingiu o primeiro lugar na parada pop norte-americana e foi regravada mais tarde por artistas como Beatles e Carpenters. O sucesso das Marvelettes precedeu a de outros grupos femininos da Motown, como Martha and the Vandellas e The Supremes.

## Discografia

### LPs
- Please Mr. Postman (1961)
- The Marvelettes Sing aka Hits of '62 (1962)
- Playboy (1962)
- The Marvelous Marvelettes (1963)
- The Marvelettes Recorded Live On Stage(1963)
- The Marvelettes Greatest Hits (1966) (#84 US pop; #4 US R&B)
- The Marvelettes (Pink Album) (1967) (#129 US pop; #13 US R&B)
- Sophisticated Soul (1968) (#41 US R&B)
- In Full Bloom (1969)
- The Return of the Marvelettes(1970) (#50 US R&B)
- The Marvelettes Anthology(1975)
- Best of The Marvelettes(1975)

### Singles
| Ano  | Título                                 | EUA Top 100 Pop | EUA Top 100 R&B | GBR Top 75 |
| 1961 | "Please Mr. Postman"                   | 1               | 1               | -          |
| 1962 | "Twistin' Postman"                     | 34              | 13              | -          |
| 1962 | "Playboy"                              | 7               | 4               | -          |
| 1962 | "Beechwood 4-5789"                     | 17              | 7               | -          |
| 1962 | "Someday, Someway"                     | -               | 8               | -          |
| 1963 | "Strange I Know"                       | 49              | 10              | -          |
| 1963 | "Locking Up My Heart"                  | 44              | 25              | -          |
| 1963 | "Forever"                              | 78              | 24              | -          |
| 1963 | "Tie a String Around My Finger"        | ^               | -               | -          |
| 1963 | "My Daddy Knows Best"                  | 67              | -               | -          |
| 1963 | "As Long As I Know He's Mine"          | 47              | -               | -          |
| 1964 | "You're My Remedy"                     | 48              | -               | -          |
| 1964 | "Too Many Fish in the Sea"             | 25              | 15              | -          |
| 1964 | "He's a Good Guy (Yes He Is)"          | 55              | -               | -          |
| 1965 | "I'll Keep Holding On"                 | 34              | 11              | -          |
| 1965 | "Danger! Heartbreak Dead Ahead"        | 61              | 11              | -          |
| 1966 | "Don't Mess With Bill"                 | 7               | 3               | -          |
| 1966 | "You're the One"                       | 48              | 20              | -          |
| 1967 | "The Hunter Gets Captured by the Game" | 13              | 2               | -          |
| 1967 | "When You're Young and in Love"        | 23              | 9               | 13         |
| 1968 | "My Baby Must Be a Magician"           | 17              | 8               | -          |
| 1968 | "Here I Am Baby"                       | 44              | 14              | -          |
| 1968 | "Destination: Anywhere"                | 63              | 28              | -          |
| 1969 | "I'm Gonna Hold On As Long As I Can"   | 76              | -               | -          |
| 1969 | "That's How Heartaches Are Made"       | 97              | -               | -          |
| 1970 | "Marionette"                           | -               | -               | -          |
| 1971 | "A Breath-Taking Guy"                  | -               | -               | -          |